# Linia kolejowa Zielenogradsk – Swietłogorsk
Linia kolejowa Zielenogradsk – Swietłogorsk – linia kolejowa w Rosji łącząca stację Zielenogradsk-Nowyj z przystankiem Swietłogorsk II. Zarządzana jest przez Kolej Kaliningradzką (część Kolei Rosyjskich).
Linia położona jest w obwodzie królewieckim. Na całej długości jest zelektryfikowana i jednotorowa. Biegnie wzdłuż wybrzeża Morza Bałtyckiego.

## Historia
Linia powstała, gdy Prusy Wschodnie należały do Niemiec. W latach 1945–1991 leżała w Związku Sowieckim. Od 1991 położona jest w Rosji.